# 1527 Malmquista
1527 Malmquista је астероид главног астероидног појаса са средњом удаљеношћу од Сунца која износи 2,227 астрономских јединица (АЈ).
Апсолутна магнитуда астероида је 12,2.